# Чемпіонат світу з футболу 1974 (група 2)
Матчі Групи 2 першого групового етапу чемпіонату світу з футболу 1974 відбувалися з 13 по 22 червня 1974 року на стадіонах у Дортмунді, Гельзенкірхені та Франкфурті-на-Майні.
За результатами жеребкування до Групи 2 потрапили збірні Шотландії (з Кошика 1-Західна Європа) і Югославії (Кошик 2-Східна Європа), діючі чемпіони світу бразильці (Кошик 3-Південна Америка), а також єдиний представник Африки на турнірі команда Заїру (Кошик 4-Решта світу).
Африканська команда, абсолютний новачок світових першостей, програла усім суперникам по групі, пропустивши сумарно 14 голів і не забивши жодного, решта ж команд усі ігри між собою завершила унічию. Таким чином за результатами змагань у групі три команди набрали рівну кількість очок, а за кращою різницею забитих і пропущених голів путівки до другого групового етапу здобули югославські і бразильські футболісти.

## Турнірне становище
| Поз | Команда   | І | В | Н | П | ГЗ | ГП | РГ  | О | Кваліфікація                      |
| --- | --------- | - | - | - | - | -- | -- | --- | - | --------------------------------- |
| 1   | Югославія | 3 | 1 | 2 | 0 | 10 | 1  | +9  | 4 | Вихід до другого групового раунду |
| 2   | Бразилія  | 3 | 1 | 2 | 0 | 3  | 0  | +3  | 4 | Вихід до другого групового раунду |
| 3   | Шотландія | 3 | 1 | 2 | 0 | 3  | 1  | +2  | 4 |                                   |
| 4   | Заїр      | 3 | 0 | 0 | 3 | 0  | 14 | −14 | 0 |                                   |

## Матчі
Час матчів зазначений за місцевим часом (CET)

### Бразилія — Югославія
Гра за участю діючих чемпіонів світу відкривала світову першість 1974 року, і їй передувала офіційна церемонія. Тренер бразильців Маріо Загалло у порівнянні з тріумфальним чемпіонатом чотирирічної давнини не міг розраховувати відразу на низку зіркових гравців — Пеле у 31-річному віці завершив ігрову кар'єру, а Карлос Альберто, Клодоалдо і Тостао не могли допомогти збірній через травми. За такої кадрової ситуації, а також враховуючи тенденцію до зростання атлетизму у світовому футболі, тренерський штаб бразильської команди зробив ставку на гравців, що насамперед відзначалися доброю фізичною підготовкою.
Тому попри гучну афішу двобою уболівальники не побачили значної кількості гострих моментів, і гра-відкриття чемпіонату світу учергове завершилася нульовою нічиєю. Утім обидві команди мали шанси відзначитися — у першому таймі югославський воротар Енвер Марич зреагував на удари від Валдоміро і Маріньйо Шагаса. Його візаві Емерсон Леао завадив реалізувати вихід віч-на-віч Йовану Ачимовичу, а під завісу матчу удар головою від Бранко Облака прийняла на себе стійка воріт бразильців.
| 13 червня 1974 17:00 CET |

| Бразилія | 0–0      | Югославія |
| -------- | -------- | --------- |
|          | Протокол |           |

| Вальдштадіон, Франкфурт-на-Майні Глядачів: 62,000 Арбітр: Рудольф Шойрер (Швейцарія) |

| Бразилія | Югославія |

| ВР               | 1  | Емерсон Леао     |
| ЗХ               | 14 | Неліньйо         |
| ЗХ               | 2  | Луїс Перейра     |
| ЗХ               | 3  | Маріньйо Перес   |
| ЗХ               | 6  | Маріньйо Шагас   |
| ПЗ               | 10 | Роберто Рівеліно |
| ПЗ               | 5  | Піацца (к)       |
| ПЗ               | 11 | Кажу             |
| НП               | 13 | Валдоміро        |
| НП               | 7  | Жаїрзіньйо       |
| НП               | 8  | Лейвінья         |
| Головний тренер: |    |                  |
| Маріо Загалло    |    |                  |

| ВР               | 1  | Енвер Марич         |     |
| ЗХ               | 4  | Дражен Мужинич      |     |
| ЗХ               | 2  | Іван Булян          |     |
| ЗХ               | 5  | Йосип Каталинський  |     |
| ЗХ               | 3  | Енвер Хаджиабдич    |     |
| ПЗ               | 6  | Владислав Богичевич |     |
| ПЗ               | 8  | Бранко Облак        | 17' |
| ПЗ               | 10 | Йован Ачимович      | 49' |
| НП               | 7  | Ілія Петкович       |     |
| НП               | 11 | Драган Джаїч (к)    |     |
| НП               | 9  | Івиця Шуряк         |     |
| Головний тренер: |    |                     |     |
| Милян Милянич    |    |                     |     |

| Бокові арбітри: Віталь Лоро (Бельгія) Луїс Пестаріно (Аргентина) |

### Заїр — Шотландія
Абсолютні новачки світових першостей заїрці продемонстрували досить непоганий технічний рівень гри, проте їх відставання в класі далося взнаки у вигляді низького рівня організації гри. Африканці раз-по-раз залишали вільні зони і не накривали гравців суперника, що якскраво продемонстрував другий гол шотландців, при якому при подачі з вільного удару Джо Джордан залишився без опікуна у карному майданчику і вразив ворота ударом головою. На той момент європейська команда вже вела в рахунку завдяки голу Пітера Лорімера потужним ударом після скидки того ж Джордана.
Повівши у рахунку з різницею у два голи вже на 34-ій хвилині гри, Шотландія послабила тиск на ворота суперників, подовгу контролюючи м'яч у центрі поля без загострення. Як засвідчив подальший розвиток подій у групі, така тактика виявилася фатальною для британців, адже розподіл місць у групі врешті-решт визначала кількість голів, забитих у ворота команди Заїру, а за цим показником вони мали найгірший результат, через що не вийшли до другого групового етапу.
| 14 червня 1974 19:30 CET |

| Заїр | 0–2      | Шотландія               |
| ---- | -------- | ----------------------- |
|      | Протокол | Лорімер 26' Джордан 34' |

| Зігналь Ідуна Парк, Дортмунд Глядачів: 25,800 Арбітр: Гергард Шуленбург (ФРН) |

| Заїр | Шотландія |

| ВР               | 1  | Мвамба Казаді       |     |     |
| ЗХ               | 2  | Мвепу Ілунга        |     |     |
| ЗХ               | 5  | Боба Лобіло         |     |     |
| ЗХ               | 4  | Чімен Бванга        |     |     |
| ЗХ               | 3  | Мванза Мукомбо      |     |     |
| ПЗ               | 6  | Кіласу Массамба     |     |     |
| ПЗ               | 8  | Мана Мамувене       |     |     |
| ПЗ               | 10 | Кідуму Мантанту (к) | 40' | 78' |
| НП               | 14 | Маянга Маку         |     | 64' |
| НП               | 13 | Ндає Муламба        |     |     |
| НП               | 21 | Етепе Какоко        |     |     |
| Заміни:          |    |                     |     |     |
| ПЗ               | 9  | Кембо Уба Кембо     |     | 64' |
| ПЗ               | 15 | Мафу Кібонге        |     | 78' |
| Головний тренер: |    |                     |     |     |
| Благоє Видинич   |    |                     |     |     |

| ВР               | 1  | Девід Гарві       |     |     |
| ЗХ               | 2  | Сенді Джардін     |     |     |
| ЗХ               | 5  | Джим Голтон       | 48' |     |
| ЗХ               | 6  | Джон Блеклі       |     |     |
| ЗХ               | 3  | Денні Макгрейн    |     |     |
| ПЗ               | 4  | Біллі Бремнер (к) |     |     |
| ПЗ               | 8  | Кенні Далгліш     |     | 75' |
| ПЗ               | 10 | Девід Хей         |     |     |
| НП               | 11 | Пітер Лорімер     |     |     |
| НП               | 9  | Джо Джордан       |     |     |
| НП               | 19 | Деніс Лоу         |     |     |
| Заміни:          |    |                   |     |     |
| ПЗ               | 18 | Томмі Гатчисон    |     | 75' |
| Головний тренер: |    |                   |     |     |
| Віллі Ормонд     |    |                   |     |     |

| Бокові арбітри: Тоні Бошкович (Австралія) Ганс-Йоахім Вейланд (ФРН) |

### Югославія — Заїр
Програвши свою першу гру на турнірі, збірна Заїру не зуміла покращити організацію гри в обороні і вже у перші 20 хвилин пропустила тричі — спочатку африканські захисники спостерігали, як Душан Баєвич без боротьби забиває головою, після чого Драган Джаїч відзначився прямим ударом зі штрафного, а згодом забив Івиця Шуряк. Такий дебют гри шокував заїрців, і їх тренер югослав Благоє Видинич спробував уникнути подальшого розгрому від співвітчизників, замінивши на 21-ій хвилині воротаря. Утім першим завданням резервного голкіпера Тубіланду Ндімбі після виходу на поле стало дістати м'яч із сітки власних воріт після удару Йосипа Каталинського. Відразу ж після четвертого пропущеного гола ситуацію для своєї команди зробив ще складнішою Ндає Муламба, чиї емоційні протести з приводу його зарахування були оцінені прямою червоною карткою.
Залишившись у меншості, заїрці пропустили ще двічі до завершення першого тайму і тричі по перерві, зокрема дозволивши Баєвичу оформити хет-трик і повторивши таким чином антирекорд збірної Південної Кореї, яка з аналогічним рахунком 0:9 програвала на ЧС-1954.
| 18 червня 1974 19:30 CET |

| Югославія                                                                                     | 9–0      | Заїр |
| --------------------------------------------------------------------------------------------- | -------- | ---- |
| Баєвич 8', 30', 81' Джаїч 14' Шуряк 18' Каталинський 22' Богичевич 35' Облак 61' Петкович 65' | Протокол |      |

| Паркштадіон, Гельзенкірхен Глядачів: 31,700 Арбітр: Омар Дельгадо Гомес (Колумбія) |

| Югославія | Заїр |

| ВР               | 1  | Енвер Марич         |     |
| ЗХ               | 2  | Іван Булян          |     |
| ЗХ               | 3  | Енвер Хаджиабдич    | 54' |
| ЗХ               | 5  | Йосип Каталинський  |     |
| ПЗ               | 6  | Владислав Богичевич |     |
| ПЗ               | 8  | Бранко Облак        |     |
| ПЗ               | 10 | Йован Ачимович      |     |
| НП               | 7  | Ілія Петкович       |     |
| НП               | 9  | Івиця Шуряк         |     |
| НП               | 11 | Драган Джаїч (к)    |     |
| НП               | 19 | Душан Баєвич        |     |
| Головний тренер: |    |                     |     |
| Милян Милянич    |    |                     |     |

| ВР               | 1  | Мвамба Казаді       |     | 21' |
| ЗХ               | 2  | Мвепу Ілунга        |     |     |
| ЗХ               | 3  | Мванза Мукомбо      |     |     |
| ЗХ               | 4  | Чімен Бванга        |     |     |
| ЗХ               | 5  | Боба Лобіло         |     |     |
| ПЗ               | 6  | Кіласу Массамба     |     |     |
| ПЗ               | 8  | Мана Мамувене       |     |     |
| ПЗ               | 10 | Кідуму Мантанту (к) |     |     |
| ПЗ               | 13 | Ндає Муламба        | 22' |     |
| НП               | 9  | Кембо Уба Кембо     |     |     |
| НП               | 21 | Етепе Какоко        |     | 45' |
| Заміни:          |    |                     |     |     |
| ВР               | 12 | Тубіланду Ндімбі    |     | 21' |
| НП               | 14 | Маянга Маку         |     | 45' |
| Головний тренер: |    |                     |     |     |
| Благоє Видинич   |    |                     |     |     |

| Асистенти арбітра: Вінсенте Льобрегат (Венесуела) Рамон Баррето (Уругвай) |

### Шотландія — Бразилія
Збірна Бразилії, яка перемогла на попередньому чемпіонаті світу завдяки потужному нападу, у другій грі поспіль не змогла забити. Водночас команда у порівнянні зі своїми виступами у 1970 році суттєво додала в надійності у захисті і вдруге ж не пропустила. Шотландці у грі із найсильнішою збірної світу чотирирічної давнини зробили ставку на гру від оборони, тож нульова нічия стала закономірним результатом матчу. Найближчими до взяття воріт суперників були бразилець Лейвінья, чий удар головою після подачі з кутового влучив у поперечину, та шотландець Девід Хей, із чиїм дальнім ударом впорався бразильський голкіпер Емерсон Леао.
| 18 червня 1974 19:30 CET |

| Шотландія | 0–0      | Бразилія |
| --------- | -------- | -------- |
|           | Протокол |          |

| Вальдштадіон, Франкфурт-на-Майні Глядачів: 62,000 Арбітр: Арі ван Гемерт (Нідерланди) |

| Шотландія | Бразилія |

| ВР               | 1  | Девід Гарві       |
| ЗХ               | 2  | Сенді Джардін     |
| ЗХ               | 5  | Джим Голтон       |
| ЗХ               | 14 | Мартін Бакен      |
| ЗХ               | 3  | Денні Макгрейн    |
| ПЗ               | 4  | Біллі Бремнер (к) |
| ПЗ               | 20 | Віллі Морган      |
| ПЗ               | 10 | Девід Хей         |
| ПЗ               | 11 | Пітер Лорімер     |
| НП               | 8  | Кенні Далгліш     |
| НП               | 9  | Джо Джордан       |
| Головний тренер: |    |                   |
| Віллі Ормонд     |    |                   |

| ВР               | 1  | Емерсон Леао     |     |     |
| ЗХ               | 14 | Неліньйо         |     |     |
| ЗХ               | 2  | Луїс Перейра     |     |     |
| ЗХ               | 3  | Маріньйо Перес   |     |     |
| ЗХ               | 6  | Маріньйо Шагас   | 80' |     |
| ПЗ               | 5  | Піацца (к)       |     |     |
| ПЗ               | 10 | Роберто Рівеліно | 35' |     |
| ПЗ               | 8  | Лейвінья         |     | 65' |
| ПЗ               | 11 | Кажу             |     |     |
| НП               | 19 | Мірандінья       |     |     |
| НП               | 7  | Жаїрзіньйо       |     |     |
| Заміни:          |    |                  |     |     |
| ПЗ               | 17 | Карпеджані       |     | 65' |
| Головний тренер: |    |                  |     |     |
| Маріо Загалло    |    |                  |     |     |

| Бокові арбітри: Карой Палотаї (Угорщина) Еріх Лінемайр (Австрія) |

### Шотландія — Югославія
Перед грою команди мали однакову кількість очок, тож переможець двобою забезпечував собі місце у другому груповому раунді. У випадку будь-якої нічиєї боротьбу на турнірі продовжували югослави, а шотландцям залишалося сподіватися, що аутсайдер групи Заїр не дасть у паралельній грі чинним чемпіонам світу бразильцям перемогти себе із великою різницею голів.
Головні події гри відбулися у її заключній десятихвилинці. Спочатку Станислав Карасі влучним ударом головою замкнув навіс від Джаїча, на який британська команда змогла відповісти лише одним голом у виконанні Джо Джордана.
Таким чином Шотландія вибула вже після першого групового етапу і стала першою командою в історії чемпіонатів світу, що припинила боротьбу на турнірі так і не програвши жодної гри. Більше того, згодом шотландці виявилися взагалі єдиною командою, що не зазнала жодної поразки по ходу чемпіонату 1974 року, адже навіть його переможці, збірна ФРН програла один з матчів першого групового етапу.
| 22 червня 1974 16:00 CET |

| Шотландія   | 1–1      | Югославія  |
| ----------- | -------- | ---------- |
| Джордан 88' | Протокол | Карасі 81' |

| Вальдштадіон, Франкфурт-на-Майні Глядачів: 56,000 Арбітр: Альфонсо Гонсалес Арчундія (Мексика) |

| Шотландія | Югославія |

| ВР               | 1  | Девід Гарві       |     |     |
| ЗХ               | 2  | Сенді Джардін     |     |     |
| ЗХ               | 3  | Денні Макгрейн    |     |     |
| ЗХ               | 5  | Джим Голтон       |     |     |
| ЗХ               | 14 | Мартін Бакен      |     |     |
| ПЗ               | 4  | Біллі Бремнер (к) |     |     |
| ПЗ               | 8  | Кенні Далгліш     |     | 65' |
| ПЗ               | 10 | Девід Хей         | 70' |     |
| НП               | 9  | Джо Джордан       | 60' |     |
| НП               | 11 | Пітер Лорімер     |     |     |
| НП               | 20 | Віллі Морган      |     |     |
| Заміни:          |    |                   |     |     |
| ПЗ               | 18 | Томмі Гатчисон    |     | 65' |
| Головний тренер: |    |                   |     |     |
| Віллі Ормонд     |    |                   |     |     |

| ВР               | 1  | Енвер Марич         |     |     |
| ЗХ               | 2  | Іван Булян          |     |     |
| ЗХ               | 3  | Енвер Хаджиабдич    |     |     |
| ЗХ               | 5  | Йосип Каталинський  | 55' |     |
| ЗХ               | 6  | Владислав Богичевич |     |     |
| ПЗ               | 8  | Бранко Облак        | 21' |     |
| ПЗ               | 10 | Йован Ачимович      |     |     |
| НП               | 7  | Ілія Петкович       |     |     |
| НП               | 9  | Івиця Шуряк         |     |     |
| НП               | 11 | Драган Джаїч (к)    |     |     |
| НП               | 19 | Душан Баєвич        | 70' | 70' |
| Заміни:          |    |                     |     |     |
| НП               | 18 | Станислав Карасі    |     | 70' |
| Головний тренер: |    |                     |     |     |
| Милян Милянич    |    |                     |     |     |

| Бокові арбітри: Курт Ченшер (ФРН) Руді Глекнер (НДР) |

### Заїр — Бразилія
У своїй третій грі на турнірі діючі чемпіони світу нарешті відкрили лік зибитим голам — Жаїрзіньйо скористався скидкою головою від Луїса Перейри і точним низовим ударом у дальній кут забив перший гол у грі на 12-ій хвилині. Удруге бразильцям вдалося відзначитися лише у середині другого тайму, коли Рівеліно вдався потужний удар з-поза меж карного майданчика, після якого м'яч від поперечини опинився у воротах. А на 79-ій хвилині Валдоміро, намагаючись прострілити з правого флангу, зрізав м'яч у напрямку ближнього кута воріт африканців, чий воротар Мвамба Казаді вирішив відразу його зафіксувати, проте пропустив під собою. Цей курйозний гол, як згодом виявилося, став вирішальним для проходу бразильців до дргугого групового раунду, адже саме перевага у три голи дозволила їм обійти у підсумковій турнірній таблиці збірну Шотландії.
| 22 червня 1974 16:00 CET |

| Заїр | 0–3      | Бразилія                                  |
| ---- | -------- | ----------------------------------------- |
|      | Протокол | Жаїрзіньйо 12' Рівеліно 66' Валдоміро 79' |

| Паркштадіон, Гельзенкірхен Глядачів: 36,200 Арбітр: Ніколае Райня (Румунія) |

| Заїр | Бразилія |

| ВР               | 1  | Мвамба Казаді       |     |     |
| ЗХ               | 2  | Мвепу Ілунга        | 78' |     |
| ЗХ               | 3  | Мванза Мукомбо      |     |     |
| ЗХ               | 4  | Чімен Бванга        |     |     |
| ЗХ               | 5  | Боба Лобіло         |     |     |
| ПЗ               | 7  | Камунда Чінабу      |     | 62' |
| ПЗ               | 8  | Мана Мамувене       |     |     |
| ПЗ               | 10 | Кідуму Мантанту (к) |     | 81' |
| ПЗ               | 15 | Мафу Кібонге        |     |     |
| НП               | 14 | Маянга Маку         |     |     |
| НП               | 20 | Жан Калала Н'Тумба  |     |     |
| Заміни:          |    |                     |     |     |
| ПЗ               | 9  | Кембо Уба Кембо     |     | 62' |
| ПЗ               | 6  | Кіласу Массамба     |     | 81' |
| Головний тренер: |    |                     |     |     |
| Благоє Видинич   |    |                     |     |     |

| ВР               | 1  | Леао           |     |     |
| ЗХ               | 2  | Луїс Перейра   |     |     |
| ЗХ               | 3  | Маріньйо Перес |     |     |
| ЗХ               | 6  | Маріньйо Шагас |     |     |
| ЗХ               | 14 | Неліньйо       |     |     |
| ПЗ               | 5  | Піацца (к)     |     | 70' |
| ПЗ               | 8  | Лейвінья       |     | 19' |
| ПЗ               | 10 | Рівеліно       |     |     |
| ПЗ               | 17 | Карпеджані     |     |     |
| НП               | 7  | Жаїрзіньйо     |     |     |
| НП               | 20 | Еду            |     |     |
| Заміни:          |    |                |     |     |
| НП               | 13 | Валдоміро      |     | 19' |
| НП               | 19 | Мірандінья     | 77' | 70' |
| Головний тренер: |    |                |     |     |
| Маріо Загалло    |    |                |     |     |

| Бокові арбітри: Ауреліо Ангонезе (Італія) Клаус Омсен (ФРН) |